# 北村泰一
北村 泰一（きたむら たいいち、1931年 - ）は、日本の地球物理学者。九州大学名誉教授。理学博士。京都市出身。

## 経歴
京都府立京都第一中学校、京都府立鴨沂高等学校を経て、1950年（昭和25年）、京都大学理学部地球物理学科に入学。京都大学山岳部に在籍。1954年（昭和29年）卒業、同大学院修士課程に進学し、長谷川万吉研究室で広野求和から地磁気の指導を受ける。なお、のちに第4次南極越冬隊に参加し、ブリザードのため遭難死した福島紳とは、小学校から大学院まで一貫して同級生同士だった。
修士課程在籍中、長谷川万吉から第1次南極地域観測隊への参加を打診される。その後、長谷川が、隊長に選ばれた永田武との確執から、南極関係の人事から事実上手をひくことになっため、山岳部の先輩である今西錦司に直訴して西堀栄三郎副隊長への紹介状を書いてもらい、西堀に直訴して観測隊に加えられる。
第1次南極地域観測隊員に最年少の25歳で参加し、オーロラ観測とともに犬の訓練を担当。稚内で犬ぞり訓練を経験したのち、1957年（昭和32年）に南極へ渡り、越冬隊員にも選ばれる。1年後の1958年（昭和33年）、第二次越冬断念・昭和基地放棄により、15頭の犬たちを基地に残したまま帰国。翌1959年（昭和34年）、第三次の観測隊員・越冬隊に超高層物理担当として参加し、生き残ったタロとジロに再会。基地に残っていた7頭の犬の遺体を海に葬る。
1965年、論文“Geomagnetic pulsations and the earth's outer atmosphere”により京都大学から理学博士の学位を授与。
同志社大学工学部講師、ブリティッシュコロンビア大学客員助教授、九州大学理学部教授を経て、1995年より九州大学名誉教授。
1994年、チベットのココシリ高原を調査中に高山病で倒れるも、一命をとりとめる。

## 著作
- 『南極第一次越冬隊とカラフト犬』1982年12月、教育社。
- 『カラフト犬物語、南極第一次越冬隊と犬たち、生きていたタロとジロ』1982年12月、教育社。（絵本）
- 『南極越冬隊　タロジロの真実』[17]　2007年3月、小学館文庫。

### 監修
- 嘉悦洋; 北村泰一監修『その犬の名を誰も知らない』小学館集英社プロダクション、2020年2月。ISBN 978-4-7968-7792-3